# 辛西婭·拉米斯
辛西婭·瑪麗·拉米斯·維德斯帕恩（英語：Cynthia Marie Lummis Wiederspahn；1954年9月10日—），是一位美國共和黨的政治人物，2009年至2017年擔任美國眾議院懷俄明州單一國會選區代表眾議員，自2021年成為懷俄明州聯邦參議院議員。

## 延伸閱讀
- Background and collected news at The Washington Post
- 美國國會國家人物傳記大辭典中的傳記
- 由華盛頓郵報維護的投票記錄
- 智慧投票计划中的傳記、投票紀錄及利益集團評級
- Congressional profile at GovTrack
- Congressional profile at OpenCongress
- Issue positions and quotes at On the Issues
- Financial information at OpenSecrets.org
- Staff salaries, trips and personal finance at LegiStorm.com
- 聯邦選舉委員會中的競選財務報告和數據
- Campaign contributions at the National Institute for Money in State Politics
- Appearances on C-SPAN programs
- 網路電影資料庫上的亮相頁面
- Profile at Ballotpedia

## 外部連結
- 辛西婭·拉米斯眾議院網站
- 辛西婭·拉米斯眾議員競選網站 （页面存档备份，存于）
- 中的“辛西婭·拉米斯”
- C-SPAN內的頁面（英文）

| 美国众议院           | 美国众议院                                         | 美国众议院                    |
| -------------------- | -------------------------------------------------- | ----------------------------- |
| 前任者： 芭芭拉·庫班 | 懷俄明州單一國會選區 眾議院議員 2009年－2017年     | 繼任者： 利茲·切尼            |
| 前任者： 揚·蕭考斯基 | 眾議院婦女問題黨團會議主席 2011年－2013年          | 繼任者： 海梅·埃雷拉·博伊特勒 |
| 政党职务             |                                                    |                               |
| 前任者： 麥克·恩齊   | 美國參議員懷俄明州共和黨被提名人 （第2類） 2020年  | 最新的                        |
| 美国参议院           |                                                    |                               |
| 前任者： 麥克·恩齊   | 懷俄明州第2類參議員 2021年－ 與約翰·巴拉索同時在任 | 現任                          |
| 美國排位名單         |                                                    |                               |
| 前任者： 本·雷·卢汉  | 美國參議員資歷 第84位                              | 繼任者： 羅傑·馬紹爾          |